# Religia w Czadzie

Położenie Czadu

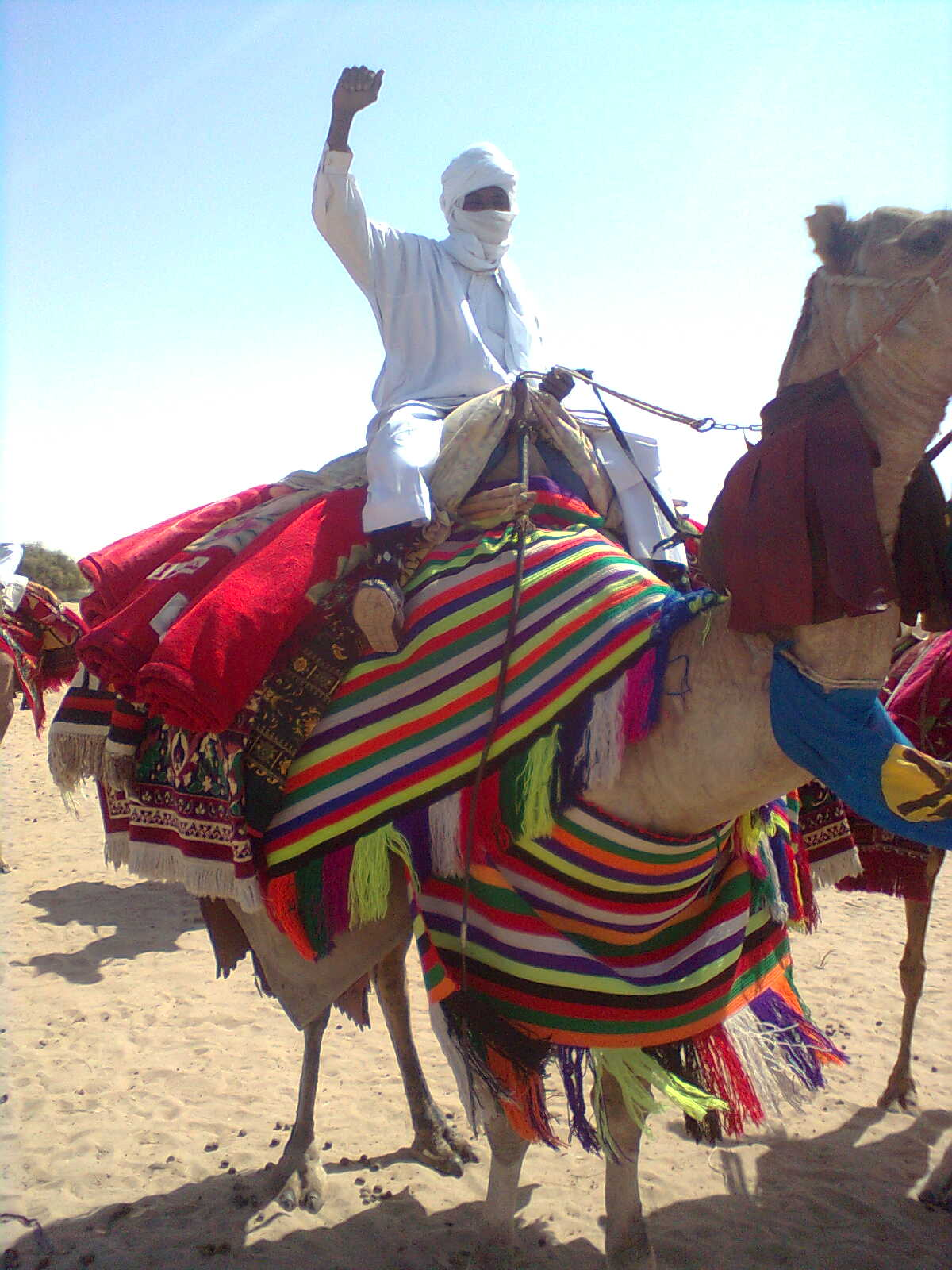
Tradycyjne ozdoby wielbłąda w Czadzie

Religia w Czadzie – wspólnoty religijne istniejące na terenie Republiki Czadu.
W Czadzie, podobnie jak w większości państw afrykańskich leżących w pasie Sahelu, dominującą rolę odgrywają trzy religie: islam, chrześcijaństwo oraz tradycyjne religie afrykańskie. Według spisu powszechnego przeprowadzonego w latach 2014–2015 muzułmanie stanowią ponad połowę ludności, a chrześcijańska populacja składa się głównie z protestantów i katolików. Bez religii i wyznający inne religie stanowią niewielki odsetek populacji.  
Islam praktykowany jest głównie na północy i wschodzie kraju, a większość mieszkańców południa praktykuje chrześcijaństwo lub wierzenia plemienne. Na obszarach miejskich dystrybucja religijna jest mieszana.

## Wolność wyznania
Republika Czadu jest państwem świeckim, w którym nie ma określonej religii państwowej. Konstytucja kraju przewiduje wolność wyznania, ale rząd ogranicza działalność niektórych grup religijnych. Jednocześnie struktury rządowe kraju pośrednio wspierają islam, na przykład organizując pielgrzymki do Mekki.   

## Islam
Początki islamu związane są z pojawieniem się około X wieku na terytorium dzisiejszego Czadu arabskich i berberyjskich kupców z północy i wschodu, którzy oprócz obowiązków zawodowych zajmowali się również nawracaniem. Islam umożliwił takim państwom jak Kanem-Bornu, Bagirmi czy Wadaj rozwój gospodarczy i polityczny na nieznaną wówczas w tym regionie skalę.  
Islamska dominacja na terenie Czadu trwała aż do lat 60. XX wieku, gdy po uzyskaniu niepodległości muzułmanie będący w mniejszości musieli oddać rządy w pierwszych wolnych wyborach. Od zamachu stanu w 1975 roku nastąpił powrót do rządów muzułmańskich wojskowych i polityków początkowo Goukouni Oueddeiego, później Hissene Habrégo, Idrissa Déby’ego i następnie rządzącego Mahamata Déby Itno.
Obecnie około 70% populacji muzułmańskiej to sunnici, a 25% to szyici. Większość sunnickich muzułmanów przestrzega tradycji sufi tijanija. Małe mniejszości związane są z wahabizmem lub salafizmem.

## Chrześcijaństwo
Chrześcijaństwo bierze swoje początki na przełomie XIX i XX wieku, tzn. w okresie podboju kolonialnego.
Kościół katolicki rozpoczął intensywną pracę misyjną dopiero w latach 20. XX wieku. Podobnie było z pierwszymi misjami kościołów protestanckich, które początkowo pojawiły się na południu za sprawą jedynie amerykańskich misjonarzy. Misje protestanckie miały duży wpływ na rozwój kraju dzięki budowie szpitali, szkół i zorganizowanych osiedli na długo przed podobnymi inwestycjami francuskich administratorów.
Kościół katolicki pierwszą placówkę założył w Kou, niedaleko Moundou, a następnie rozszerzono działalność na Kélo w 1935 roku, oraz Sarh w 1939 roku. W 1946 roku kościelnym aktem utworzono cztery diecezje, w których główną rolę odgrywały zakony jezuitów i kapucynów. Na początku lat 70. działalność misji chrześcijańskich została mocno zahamowana przez nacjonalistyczną i proafrykańską politykę prezydenta François Tombalbaye. Obecnie w Czadzie jest 8 diecezji, wśród których Ndżamena pełni funkcję archidiecezji, a Mongo – prefektury apostolskiej.
Od początku lat 90. obserwuje się powrót misjonarzy.

## Statystyki

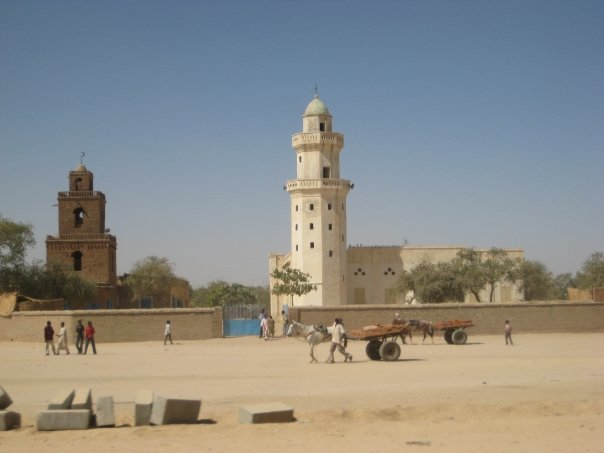
Meczet w Abéché

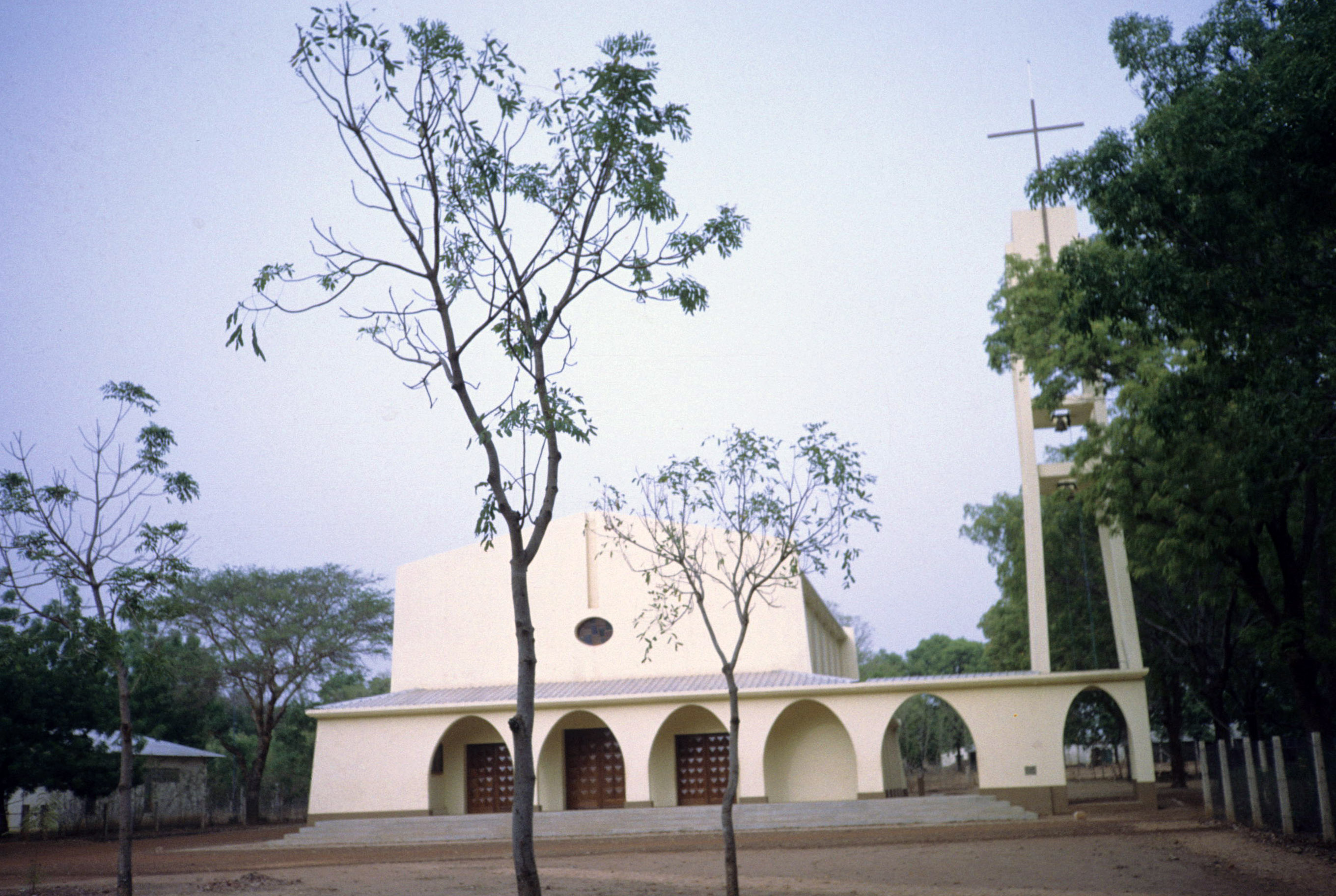
Katolicka katedra w Pala

W tabeli przedstawiono procent ludności deklarujących przynależność do danej religii w wybranych latach.
| Religia         | 1993  | 1996/1997 | 2004  | 2009  | 2010  | 2014/2015 |
| --------------- | ----- | --------- | ----- | ----- | ----- | --------- |
| islam           | 53,1% | 54,6%     | 55,7% | 58,0% | 55,7% | 51,8%     |
| chrześcijaństwo | 34,3% | 38,9%     | 40,0% | 34,0% | 40,0% | 44,1%     |
| katolicyzm      | 20,1% | 22,6%     | 22,4% | 18,0% | 22,5% | 20,3%     |
| protestantyzm   | 14,2% | 16,3%     | 17,6% | 16,0% | 17,6% | 23,5%     |
| animizm         | 7,3%  | 2,9%      | 4,3%  | 8,0%  | –     | 0,6%      |
| inne            | 0,5%  | 3,5%      | 4,3%  | –     | –     | –         |
| nieznane        | 1,7%  | 3,5%      | 4,3%  | –     | 0,6%  | –         |
| brak            | 3,1%  | 3,5%      | 4,3%  | –     | 2,9%  | –         |